# Oleh Hrycaj
Oleh Anatolijovyč Hrycaj (in ucraino Олег Анатолійович Грицай?, traslitterazione anglosassone: Oleksandr Anatoliiovych Hrytsay; Černihiv, 24 luglio 1973) è un ex calciatore ucraino, di ruolo centrocampista o ala.

## Carriera
Oleg è stato un allievo dell'accademia del Desna Černihiv e poi ha giocato per il club Tekstylnyk Černihiv nella città di Černihiv. Nel 1994 si trasferì al Dnipro Čerkasy ed è diventato il capocannoniere della Perša Liha nella stagione 1997-1998 con 22 reti insieme a Gennady Skidan. Nella stagione seguente si ripete diventando nuovamente capocannoniere nella stagione 1998-1999 con 19 reti. Nel 2000, insieme al fratello minore Oleksandr, si è trasferito nella squadra del Dnipro. Ha giocato anche per Nafkom-Akademija, Polissja Žytomyr, Desna Černihiv. Nel 2003 si trasferisce nuovamente per la squadra del Dnipro Čerkasy e per la squadra del Čerkaščyna.

## Palmarès

### Individuale
- Capocannoniere della Perša Liha: 2

1997-1998 (22 reti)
1998-1999 (19 reti)